# Rumsteck

Découpe française du rumsteck

Le rumsteck, rumsteak, romsteck ou romsteak (de l'anglais rump steak, littéralement « steak de la croupe ») est un morceau de découpe du bœuf. Il est, tout comme le sont aussi le faux-filet et l'entrecôte, d'un prix élevé et principalement mangé en grillade.

## Origine britannique du terme
Jusqu'au XIXe siècle, le rumsteck était en France appelé la culotte (voir ici un diagramme de découpe datant de l'époque) mais, à un certain moment du XXe siècle, le mot « culotte » fut dans l'usage quotidien définitivement remplacé par le terme d'origine anglaise rump steak. Par la suite, l'orthographe de rump steak se francisa très irrégulièrement, en donnant les quatre orthographes aujourd'hui admises : « rumsteck », « rumsteak », « romsteck » ou « romsteak ».

## Consommation en France
En France on accompagne souvent un rumsteck avec des frites ou des haricots verts, avec ou sans sauce (béarnaise, au vin rouge, bordelaise, bourguignonne, au poivre, au roquefort etc.), avec ou sans condiment (moutarde de Dijon, de Meaux, de Bordeaux etc.) et très souvent avec un vin rouge comme boisson d'accompagnement.

## Découpes et équivalences de termes
Terme usité en Angleterre et en général dans le Commonwealth, le rump steak correspond au sirloin dans l'anglais américain. Par ailleurs, ce qui dans l'anglais britannique est appelé « sirloin », les Américains l'appellent « porterhouse ». Un morceau situé au cœur du rumsteck s'appelle la « langue de chat »,,. 
| Découpe britannique | Découpe américaine |
| ------------------- | ------------------ |
|                     |                    |